# Stictopisthus chinensis
Stictopisthus chinensis är en stekelart som först beskrevs av Tohru Uchida 1942.  Stictopisthus chinensis ingår i släktet Stictopisthus och familjen brokparasitsteklar. Inga underarter finns listade i Catalogue of Life.